# Once Upon a Tyne in New York
Once Upon a Tyne in New York («Однажды Тайн Дэли в Нью-Йорке») — пятнадцатая серия первого сезона американского мультсериала «Шоу Кливленда». Премьерный показ состоялся 21 марта 2010 года на канале FOX.

## Сюжет
Кливленд и Донна отправляются на запоздалый медовый месяц в Нью-Йорк. Впрочем, побыть романтично наедине им практически не удаётся: Кливленд берёт в поездку своих друзей, и теперь вынужден помогать им, попавшим в затруднительные ситуации (Тим случайно забрёл в бар для гомосексуалистов, Лестер попадает в передрягу в Гарлеме, а Холта почти взял на работу Дональд Трамп и заставил сидеть в клетке в костюме R2-D2), а также пытается помочь тренеру Макфолу воссоединиться со своей прошлой любовью. Всё это очень не нравится Донне, которая считает, что её муж совсем не обращает на неё внимания.
Позже Кливленд просит прощения у жены, но та отказывается простить его, и флиртует в отместку с Робертом де Ниро. Макфол признаётся, что во всём виноват только он, и тогда Брауны решают помочь ему вернуть его любовь.
Троица пробирается на прямой эфир Saturday Night Live (ведущая — Тайн Дэли), где с помощью телесуфлёра вынуждают парочку взаимно извиниться. Впрочем, друзьям пора возвращаться в Стулбенд, и Макфол не хочет брать с собой Тайн. Та бросается за ними в погоню, превратившись в Халка.
Тем временем, Кливленд-младший, Ралло и Роберта (которых оставили дома сидеть с маленьким Терри), безбилетниками едут за всеми в Нью-Йорк. Там Роберта встречается с хозяином MTV и просит его создать под неё новое шоу. Тот соглашается на новое шоу под всех троих, однако на следующий день выясняется, что всё это был розыгрыш.

## Создание
Автор сценария: Аарон Ли
Режиссёр: Майк Мэйфилд
Композитор:
Приглашённые знаменитости: Алекс Борштейн (в роли Тайн Дейли)

## Интересные факты